# 오교문
오교문(吳教文, 1972년 3월 2일 ~ )은 대한민국의 양궁 지도자이다. 2014년 대한민국 국가대표 상비군 지도자이다. 2017년 대한민국 국가대표 남자코치.

## 생애
경기도 수원 출신. 고려대학교 일반대학원 출신이고 이학박사 학위 취득. 1996년 애틀란타 올림픽 개인전 동메달, 단체전 은메달. 1998년 제13회 아시안게임 개인전 3위, 단체전 1위. 2000년 시드니올림픽 양궁 단체전 1위. 2005.12 호주 양궁 국가대표팀 감독. 2008 제29회 베이징 올림픽 호주 양궁 국가대표팀 감독.